# Philodromus cespitum

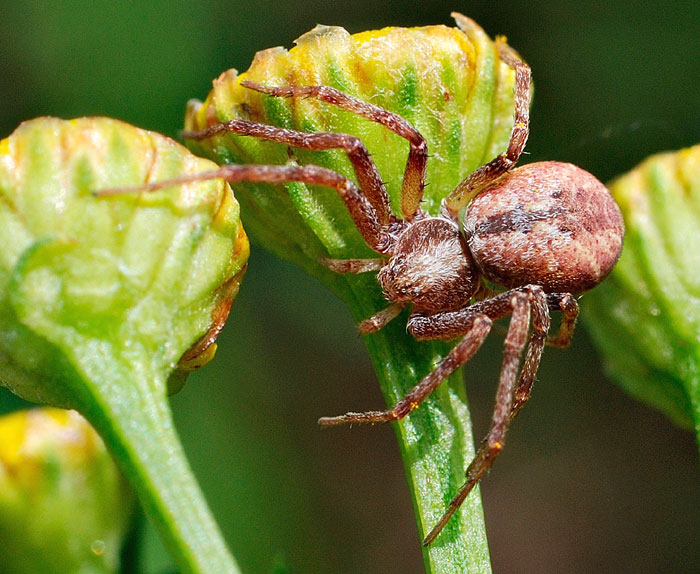
In Lauerstellung auf einem Korbblütler (Asteraceae)

Philodromus cespitum ist eine Spinnenart aus der Familie der Laufspinnen (Philodromidae). Die Art ist in Mitteleuropa weit verbreitet und häufig.

## Beschreibung
Die Art gehört zu den größeren einheimischen Laufspinnen, Weibchen erreichen eine Körperlänge von 4 bis 7 mm, Männchen sind 3,5–5 mm lang. Die Färbung ist bei beiden Geschlechtern sehr variabel. Weibchen sind braun oder gelblich braun, der Vorderkörper (Prosoma) zeigt oberseits ein breites, helles Mittelband. Der Hinterkörper (Opisthosoma) zeigt oberseits ebenfalls ein helles Mittelband und häufig einen dunklen Herzfleck sowie dunkle Winkelflecken. Die Beine sind gelblich grau oder braun und dunkel gefleckt. Männchen sind häufig stärker gezeichnet und gelegentlich einfarbig dunkelbraun.
In Mitteleuropa gibt es eine Reihe sehr ähnlicher Arten der Gattung; die sichere Bestimmung  ist daher nur durch die makroskopische Untersuchung der Geschlechtsorgane (genitalmorphologisch) möglich.

## Verbreitung und Lebensraum
Das große Verbreitungsgebiet von Philodromus cespitum umfasst die Holarktis. In der Paläarktis reicht das Areal von Irland und Spanien bis in den Osten Sibiriens, in Nord-Süd-Richtung von Skandinavien bis Zypern und weiter östlich bis in den Südosten Chinas. Die Art fehlt in Europa nur auf Island. In der Nearktis bewohnt die Art weite Teile Nordamerikas von Alaska bis zur Südgrenze der USA. Das Verbreitungsgebiet umfasst die boreale bis mediterrane Zone. In Deutschland ist die Art flächendeckend verbreitet.
Die Art bewohnt vor allem sonnige Bereiche nicht zu feuchter Laub- und Nadelwälder und hält sich dort auf Stämmen, in den Baumkronen oder auf Büschen auf. Geschlechtsreife Tiere können von Mai bis August angetroffen werden.

## Gefährdung
Die Art ist weit verbreitet und in geeigneten Habitaten häufig. Sie wird in Deutschland in der Roten Liste als „ungefährdet“ eingestuft.